# Bill Weasley
Bill Weasley je izmišljen lik iz serije fantazijskih romanov o Harryju Potterju britanske pisateljice J. K. Rowling.
Je nastarejši sin Arthurja in Molly Weasley. Obiskoval je Bradavičarko in postal predstavnik študentov. Pripadal je Gryfondomu, tako kot vsi njegovi bratje in sestre. Na Bradavičarki je bil predstavnik študentov. Po tem je odšel v Egipt in tam za Gringott delal kot urokolomec.
Pred dogodki v šesti knjigi je Bill lep in postaven fant in se namerava poročiti s Fleur Delacour. Nato pa ga napade volkodlak Fenrir Siwodlack in mu na obrazu pusti globoke brazgotine. Ob tem dogodku celotna družina Weasley, še najbolj pa mama Molly, dobi zaupanje v Fleur, saj le-ta nima ta za poroko z Billom, ki ni več tako lep, kot je bil ob zaroki, prav nobenih pomislekov.